# Нивно
Нивно — озеро в Звонской волости Опочецкого района Псковской области.
Площадь — 1,6 км² (164,0 га, с островами — 168,0 га). Максимальная глубина — 7,0 м, средняя глубина — 2,5 м. Площадь водосборного бассейна — 8,9 км².
На берегу озера расположены деревни: Пахомово, Буколово.
Проточное. Относится к бассейну реки Нивница, притока реки Великой.
Тип озера плотвично-окуневый. Массовые виды рыб: щука, плотва, окунь, уклея, лещ, красноперка, густера, язь, ерш, линь, карась, вьюн; широкопалый рак (единично).
Для озера характерны песчано-илисстое дно, камни, болото и леса на берегу.